# Réserve naturelle d'État de Dashtidjum
Le réserve naturelle d'État de Dashtidjum (ou Dashtidzumsky), située au Tadjikistan, au sud-est de la crête Khazratisho et au nord du Piandj sur la marge occidentale du Pamir, est un zapovédnik, une réserve intégrale, c'est-à-dire le plus haut degré de protection parmi les aires protégées,. 
Un refuge naturel (zakaznik) a d'abord été créée en 1972 sur 533 kilomètres carrés, avant d'être complété par la réserve naturelle intégrale sur 197 kilomètres carrés en 1983,. Un projet vise à ajouter 267 kilomètres carrés de zone tampon au refuge naturel pour porter sa superficie à 800 kilomètres carrés. 
Une zone importante pour la conservation des oiseaux complète depuis 2007 le réseau des aires protégées de Dashtidjum sur une superficie de 378 kilomètres carrés.

Carte des aires protégées de la région du Pamir avec la réserve naturelle d'État de Dashtidjum en rouge à gauche.